# Aloe compacta
Aloe compacta é uma espécie de liliopsida do gênero Aloe, pertencente à família Asphodelaceae.